# 제69회 베네치아 국제 영화제
69번째 베네치아 국제 영화제는 2012년 8월 29일부터 9월 8일까지 이탈리아 베네치아의 리도섬에서 개최되었다. 영화제는 인도의 영화 감독 미라 네어의 《리럭턴트 펀더멘탈리스트》로 개막되었다.
작품상인 황금사자상은 대한민국의 감독 김기덕의 《피에타》가 수상했다. 은곰상 감독상은 마스터의 폴 토머스 앤더슨이 수상했으며 《필 더 보이드》에 출연한 이스라엘의 배우 하다스 야론이 여우주연상을 수상했다.

## 경쟁 부문
총 18편의 영화가 경쟁 부문에 초청되었다.
| 제목                     | 원제                  | 감독                         | 제작 국가              |
| ------------------------ | --------------------- | ---------------------------- | ---------------------- |
| 《5월 이후》             | Après mai             | 올리비에 아사야스            | 프랑스                 |
| 《앳 애니 프라이스》     | At Any Price          | 라민 바흐라니                | 미국                   |
| 《마스터》               | The Master            | 폴 토머스 앤더슨             | 미국                   |
| 《잠자는 미녀》          | Bella addormentata    | 마르코 벨로치오              | 프랑스 이탈리아        |
| 《제5계절》              | La Cinquième Saison   | 피터 브로슨, 제시카 우드워스 | 벨기에 네덜란드 프랑스 |
| 《필 더 보이드》         | Lemale et ha'halal    | Rama Burshtein               | 이스라엘               |
| 《아들이었다》           | È stato il figlio     | 다니엘 치프리                | 이탈리아               |
| 《특별한 하루》          | Un Giorno Speciale    | 프란체스카 코멘치니          | 이탈리아               |
| 《패션, 위험한 열정》    | Passion               | 브라이언 드 팔마             | 프랑스 독일            |
| 《슈퍼스타》             | Superstar             | 자비에 지아놀리              | 프랑스 벨기에          |
| 《피에타》               | 빈칸                  | 김기덕                       | 대한민국               |
| 《아웃레이지 비욘드》    | アウトレイジ ビヨンド | 기타노 다케시                | 일본                   |
| 《스프링 브레이커스》    | Spring Breakers       | 하모니 코린                  | 미국                   |
| 《투 더 원더》           | To the Wonder         | 테렌스 맬릭                  | 미국                   |
| 《자궁》                 | Sinapupunan           | 브릴란테 멘도자              | 필리핀                 |
| 《나폴레옹 토레스 전투》 | Linhas de Wellington  | 발레리아 사르미엔토          | 포르투갈 프랑스        |
| 《파라다이스: 신념》     | Paradies: Glaube      | 울리히 사이들                | 오스트리아 프랑스 독일 |
| 《비트레이얼》           | Izmena                | 키릴 세레브렌니코프          | 러시아                 |

## 심사위원
제69회 베네치아 국제 영화제의 심사위원단은 다음과 같다.
- 마이클 만, 미국의 영화 감독 (심사위원장)
- 마리나 아브라모빅, 세르비아의 행위 예술가
- 라에티샤 카스타, 프랑스의 배우
- 천커신, 중화민국의 영화 감독
- 아리 폴먼, 이스라엘의 영화 감독
- 마테오 가로네, 이탈리아의 영화 감독
- 위르실라 메이에, 프랑스-스위스의 영화 감독
- 서맨사 모턴, 영국의 배우 겸 영화 감독
- 파블로 트라페로, 아르헨티나의 영화 감독

## 수상
제69회 공식 부문 수상작 및 수상자는 다음과 같다.
- 황금사자상 (작품상) - 《피에타》 (김기덕)
- 은사자상 (감독상) - 폴 토머스 앤더슨 (《마스터》)
- 심사위원 특별상 - 《파라다이스: 믿음》 (울리히 자이델)
- 남우주연상 - 필립 시모어 호프먼, 호아킨 피닉스 (《마스터》)
- 여우주연상 - 하다스 야론 (《필 더 보이드》)
- 마르첼로 마스트로야니상 (신인상) - 파브리치오 팔코 (《도먼트 뷰티》, 《È stato il figlio》)
- 오젤라 촬영상 - 다니엘 시프리 (《È stato il figlio》)
- 오젤라 각본상 - 올리비아 아사야스 (《섬씽 인 디 에어》)

## 수상 관련 논란
《피에타》에 출연한 조민수가 여우주연상 후보로 거론되었으나 황금사자상 수상작은 다른 주요 부문을 수상할 수 없다는 영화제의 규칙 때문에 수상을 하지 못하였다.
미국의 매체인 더 할리우드 리포터는 폴 토머스 앤더슨 감독의 《마스터》가 황금사자상과 은사자상, 남우주연상을 수상할 예정이었으나 한 작품이 2개 이상의 주요 부문을 수상할 수 없다는 규정때문에 《피에타》가 대신 수상하였다고 보도했다.